# 李秀英 (韓國藝人)
李秀英（韓語：이수영，1979年4月12日—），本名李知妍（이지연），是一位出生於首爾的大韓民國民謠女歌手，畢業於暻園專業大學幼兒教育學系。16歲時參加了電台節目『星夜』的炫耀長技的環節獲得了第一名。1999年推出的首張唱片的『I Believe』即大受歡迎，隨後的2輯和3輯都取得以十萬計的唱片銷量，4輯『My Stay in Sendai』銷量更接近50萬張，自此到7輯《Grace》李秀英持續了多年的高峰期。2003-2004年，李秀英分別以單年78萬張、77萬張的唱片銷售實力，連續兩年擊敗當年人氣一直高企的好友李孝利而奪得MBC女歌手獎，並為她贏得韓國抒情曲女皇的美譽，出道以來每首主打曲都成為經典。
李秀英以獨特的柔美唱腔和多變的編曲風格見稱，有說她能自如地唱出哀怨的歌聲，與其家庭背景有關。李秀英小學2年級時父親因車禍去世，1998年出道前又因車禍失去了母親，19歲她便負起了照顧家中弟妹的責任。
由一輯『I Believe』開始，李秀英多年來都堅持每首主打曲都配以劇情豐富的電影版MV，雖然她本人極少親身出演，也足以令她的抒情曲特別受大眾愛戴。

## 正規專輯
| 專輯 | 發行日期       | 專輯名稱              | 主打曲 | 唱片銷量 |
| ---- | -------------- | --------------------- | --- | -------- |
| 1輯  | 1999年11月17日 | I Believe             | - I Believe - Goodbye My Love                                                                                | 211,711  |
| 2輯  | 2001年2月10日  | Never Again           | - Never Again - 스치듯 안녕（擦肩而過的問候）                                                                | 147,226  |
| 3輯  | 2001年12月13日 | Made in Winter        | - 그리고 사랑해（依然愛你）                                                                                  | 273,247  |
| 4輯  | 2002年9月11日  | My Stay in Sendai     | - 라라라（La La La） - 빚（債） **此曲正確歌名是빚（債），由於韓文的「光」和「債」寫法近似，常被錯譯為「光」 | 508,847  |
| 5輯  | 2003年8月21日  | This Time             | - 덩그러니（形單影隻） - 여전히 입술을 깨물죠（仍然緊閉雙唇） - 우미공주（愚迷公主）                         | 435,904  |
| 6輯  | 2004年9月10日  | The Colors of My Life | - 휠릴리（Hwil Ril-Ri）                                                                                      | 343,724  |
| 7輯  | 2006年1月21日  | Grace                 | - Grace - 비밀（秘密） - 시린（變冷）                                                                        | 212,191  |
| 8輯  | 2007年9月11日  | 放下（내려놓음）      | - 단발머리（短髮）                                                                                           | 64,115   |
| 9輯  | 2009年10月15日 | Dazzle                | - 내 이름 부르지마（不要叫我的名字）                                                                         | N/A      |
| 10輯 | 2022年5月17日  | SORY                  | - 덧（傷口） - 천왕성（天王星）                                                                              | N/A      |

## 其他專輯

### 2001年
- 《Thank Her（그녀에게 감사해요）演唱會》（9月18日）
- 銷量：16,886

### 2003年
- 4.5輯《Sweet Holiday in Lombok》（1月24日）
- 銷量：227,636

### 2004年
- 5.5輯《Classic》（1月2日）

主打曲：광화문연가（光化門戀歌）
- 銷量：380,868

### 2005年
- 6.5輯《As Time Goes By》（1月10日）
- 銷量：逾57,000
- 《en:An Autumn Day》（10月20日）
- 銷量：45,716

### 2008年
- EP《Once》（11月13日）

主打曲：이런 여자（這個女人）
- 銷量：逾10,000

### 2009年
- 單曲《지울거야》（消去吧）

### 2020年
- 單曲《날 찾아》 （Find Me）（3月3日）

## 參與專輯

### 2005年
- KBS 《이 죽일놈의 사랑》（這該死的愛）OST（11月10日）

《이 죽일놈의 사랑》（這該死的愛）

### 2007年
- SBS 《사랑에 미치다 》（為愛瘋狂）OST（2月26日）

《사랑에 미치다 》（為愛瘋狂）

### 2008年
- 백찬（Baek Chan）from 8eight

무슨 사랑이 그래요（11月6日）

### 2009年
- MBC 《내조의 여왕》（賢內助女王）OST（3月24日）

《여우랍니다》（狐狸）
- 《사랑하면 할수록 (유영석 20주년 기념앨범 Part.5》（劉英石20週年紀念專輯Part.5）（11月17日）

《사랑하면 할수록》（越來越愛你）- 韓片《The Classic》主題曲翻唱

### 2010年
- 《거상 김만덕 》（巨商金萬德原聲帶）
- 銷量4,982

主打曲：《시간아 제발 천천히 가줘》  (時間啊 拜託你慢慢地走)

## 音樂節目獎項
| 年份   | 日期     | 電視台 | 節目名稱     | 獲獎歌曲    | 排名              |
| ------ | -------- | ------ | ------------ | ----------- | ----------------- |
| 2002年 | 10月20日 | SBS    | 人气歌谣     | La La La    | 1位               |
| 2003年 | 3月8日   | SBS    | 人气歌谣     | Good-bye    | 1位(Mutizen Song) |
| 2004年 | 10月28日 | Mnet   | M! Countdown | Hwil Ril-Ri | 1位               |
| 2006年 | 2月26日  | SBS    | 人气歌谣     | Grace       | 1位(Mutizen Song) |
| 2006年 | 3月5日   | SBS    | 人气歌谣     | Grace       | 1位(Mutizen Song) |

## 外部連結
- 李秀英個人me2DAY 
- 李秀英個人CY 
- daum cafe1 （页面存档备份，存于） 
- daum cafe2 （页面存档备份，存于） 
- EPG 
- Yahoo Korea 
- 李秀英的X（前Twitter） 